# Alphatier
Alphatier (auch: α-Tier) bezeichnet in der Verhaltensforschung das Leittier einer Herde oder eines Rudels. Das Wort Alphatier ist abgeleitet von Alpha, dem ersten Buchstaben im griechischen Alphabet: Alphatiere sind also die „ersten“ (sprich: in der Rangordnung am höchsten stehenden) Tiere ihrer Gruppe. Entsprechend werden die ihnen im Rang unmittelbar nachfolgenden Tiere als Beta-Tiere und die in der Hierarchie an letzter Stelle stehenden als Omega-Tiere bezeichnet.
In die Verhaltensforschung eingeführt wurden die Bezeichnungen α-Tier und – synonym – „Spitzentiere“ 1947 durch Rudolf Schenkel in seinem Bericht über Ausdrucks-Studien an Wölfen: Gefangenschafts-Beobachtungen in Band 1 der Fachzeitschrift Behaviour.

## Rolle im Tierreich
Alphatiere sind in der Regel die kräftigsten, erfahrensten und aktivsten Tiere ihrer Gruppe. Häufig sind sie auch die ältesten und die einzigen Männchen ihrer Gruppe, die Nachwuchs zeugen („Alpha-Männchen“). Bei Hausrindern ist beispielsweise ein kräftiger Stier das Alphatier, der Leitbulle, bei den Gorillas der sogenannte Silberrücken. Werden bei Haustieren die Männchen getrennt gehalten, nimmt ein starkes Weibchen diese Rolle in der Herde ein („Alpha-Weibchen“).
Bei Herdentieren wie zum Beispiel den Mufflons, den Przewalski-Pferden, den Bergzebras und den Steppenzebras führt ein Alpha-Weibchen die Herde. Auch Tüpfelhyänen und Kattas werden durch weibliche Leittiere angeführt.
Bei vielen in Gruppen lebenden Arten haben die Weibchen und die Männchen eine jeweils eigene Hierarchie: Auch in diesen Fällen bezeichnet man das ranghöchste Männchen als Alpha-Männchen und das ranghöchste Weibchen als Alpha-Weibchen; zusammen bilden beide das Alpha-Paar. Ein Beispiel für diese Variante des Zusammenlebens sind die Pferdeantilopen und die Afrikanischen Wildhunde.
Wölfen wurde jahrelang ebenfalls zugeschrieben, dass ihre Rudel von einem Alphatier beherrscht werden. Diese Darstellungen waren das Ergebnis der Forschung an Wölfen in Gefangenschaft, deren Verhalten nicht auf natürliche Verhältnisse übertragbar war. In Gefangenschaft wurden meist Wölfe unterschiedlicher Herkunft oder Familiengruppen zusammengesperrt und gezüchtet. Bei ihnen ist die übliche Abwanderung mit Erreichen der Geschlechtsreife nicht möglich. In diesen in Gefangenschaft gehaltenen Rudeln sind daher Auseinandersetzungen häufig. Langzeitbeobachtungen an frei lebenden Wölfen zeigten jedoch ein soziales Gefüge, in dem die Leittiere (das Elternpaar) die primäre Führungsaufgabe erfüllen, aber nur situationsbezogen autoritär auftreten.

## Übertragung auf den Menschen
In der Zoologie besagt die Theorie des dominanten Alphatiers, dass ein Individuum einer Tiergruppe die anderen Individuen beim Zugang zu Fortpflanzung und Nahrung dominiert und die anderen Mitglieder ihm folgen, gehorchen oder sich unterordnen. Die Tiermetaphern  „Alphatier“,  „Alphamännchen“ oder „Alphaweibchen“ für durchsetzungsfähige, dominante Menschen – primär Männer – wird jedoch auch im Zusammenhang mit Führungssituationen genutzt, um Stellung und Habitus einzelner Mitglieder einer sozialen Gruppe oder Bewegung zu charakterisieren. Im negativen Sinne kann Alphatier bedeutungsähnlich sein mit autoritär, dominant, nicht kompromissbereit, machthungrig und wenig kooperationsfähig.
Innerhalb der Manosphere und insbesondere in der Pick-Up-Artists-Community wurde die Sichtweise verbreitet, die später auch im Mainstream aufgegriffen wurde, wonach es auch bei Menschen eine Dominanzhierachie bestehend aus „Alpha-Männern“ und „Beta-Männern“ gäbe. Begleitet wurde diese Sichtweise von teils misogynen, stereotypen Vorstellungen über Frauen, die „fest verdrahtet“ seien, „Alpha-Männer“ zu begehren. Es wurden dabei Vergleiche zu anderen Menschenaffen gezogen. Mehrere Forscher geben jedoch an, dass Männlichkeit und soziales Verhalten beim Menschen derart vielschichtig seien, dass keine universelle Einteilung in eine Dominanzhierachie vorgenommen werden könne, da Menschen in manchen sozialen Situationen die dominante Rolle einnehmen können, in anderen eine untergeordnete. Als Beispiel wird der Umstand genannt, dass ein dominanter Amateur-Footballspieler nicht automatisch eine führende Rolle im Berufsleben spielen müsse. Für eine mehr als metaphorische Übertragung der Rede vom Alphatier auf den Menschen gibt es keine wissenschaftlichen Belege.

## Belege
1. ↑  Rudolf Schenkel: Ausdrucks-Studien an Wölfen: Gefangenschafts-Beobachtungen. In: Behaviour. Band 1, Nr. 2, 1947, S. 81–129 [hier: S. 87], JSTOR:4532680, Volltext (PDF).
2. ↑  L. David Mech: Alpha status, dominance, and division of labor in wolf packs. In: Canadian Journal of Zoology. 77, 1999, S. 1196–1203 (PDF).
3. ↑  L. David Mech: Whatever happened to the term Alpha wolf? (PDF; 655 kB) In: 4pawsu.com. International Wolf, 2008, archiviert vom Original am 20. März 2009; abgerufen am 14. August 2018 (englisch, Ausgabe Winter 2008).
4. ↑  Günther Bloch, Elli H. Radinger: Wölfisch für Hundehalter. Von Alpha, Dominanz und anderen populären Irrtümern. Kosmos, Stuttgart 2010, ISBN 978-3-440-12264-8, S. 7, 20 ff.
5. ↑  Günther Bloch, Peter A. Dettling: Auge in Auge mit dem Wolf: 20 Jahre unterwegs mit frei lebenden Wölfen. Franckh-Kosmos Verlag, Stuttgart 2009, S. 41. 
Is the Alpha Wolf Idea a Myth? Auf: scientificamerican.com vom 28. Februar 2023.
6. ↑  Duden: Alphatier
7. ↑  Olaf Hinz: Das Führungsteam: Wie wirksame Kooperation an der Spitze gelingt. Wiesbaden 2014, S. 77ff.
8. ↑  Debbie Ging: Alphas, Betas, and Incels: Theorizing the Masculinities of the Manosphere. In: Men and Masculinities. Band 22, Nr. 4, Oktober 2019, ISSN 1097-184X, S. 638–657, doi:10.1177/1097184X17706401.
9. 1 2  Do alpha males even exist? | Dean Burnett. 10. Oktober 2016, abgerufen am 11. März 2021 (englisch).
10. ↑  Alpha males don't actually exist. 9. Mai 2017, abgerufen am 11. März 2021 (englisch).